# À l'abri du volcan
À l'abri du volcan est une série de bande dessinée scénarisée et dessinée par Olivier Giraud, un auteur de l'île de La Réunion, département d'outre-mer français dans le sud-ouest de l'océan Indien. Publiée par les éditions Orphie, elle est actuellement composée de deux albums, le premier paru en 2007, le second en 2008, et doit être complétée, à terme, par au moins un autre ouvrage. Elle traite de la découverte par une jeune femme de royaumes souterrains sous le Piton de la Fournaise, le volcan actif de l'île.

## Titres parus
- Tome 1, 2007 –  (ISBN 978-2-87763-376-5).
- Tome 2, 2008 –  (ISBN 978-2-87763-453-3).